# Boxweltmeisterschaften 1974
Die 1. Boxweltmeisterschaften der Amateure wurden vom 17. bis zum 30. August 1974 in der kubanischen Hauptstadt Havanna ausgetragen.

## Medaillengewinner
| Gewichtsklasse                | Gold              | Silber            | Bronze                                |
| ----------------------------- | ----------------- | ----------------- | ------------------------------------- |
| Halbfliegengewicht (– 48 kg)  | Jorge Hernández   | Stephen Muchoki   | Enrique Rodríguez Jewgeni Judin       |
| Fliegengewicht (– 51 kg)      | Douglas Rodríguez | Alfredo Pérez     | Wladislaw Sasypko Constantin Gruiescu |
| Bantamgewicht (– 54 kg)       | Wilfredo Gómez    | Luis Jorge Romero | Aldo Cosentino David Torosjan         |
| Federgewicht (– 57 kg)        | Howard Davis      | Boris Kusnezow    | Mariano Álvarez Rigoberto Garibaldi   |
| Leichtgewicht (– 60 kg)       | Wassili Solomin   | Simion Cuțov      | Luis Echaide José Luis Vellon         |
| Halbweltergewicht (– 63,5 kg) | Ayub Kalule       | Wladimir Kolew    | Ulrich Beyer Amon Kotey               |
| Weltergewicht (– 67 kg)       | Emilio Correa     | Clinton Jackson   | Plamen Jankow Zbigniew Kicka          |
| Halbmittelgewicht (– 71 kg)   | Rolando Garbey    | Alfredo Lemus     | Anatoli Klimanow Joseph Nsubuga       |
| Mittelgewicht (– 75 kg)       | Rufat Riskijew    | Alec Năstac       | Bernd Wittenburg Dragomir Vujković    |
| Halbschwergewicht (– 81 kg)   | Mate Parlov       | Oleg Korotajew    | Ottomar Sachse Leon Spinks            |
| Schwergewicht (+ 81 kg)       | Teófilo Stevenson | Marvin Stinson    | Fatai Ayinla Rajko Miljić             |

## Medaillenspiegel
| Rang | Land               | Gold | Silber | Bronze | Gesamt |
| ---- | ------------------ | ---- | ------ | ------ | ------ |
| 1    | Kuba               | 5    | 1      | 2      | 8      |
| 2    | Sowjetunion        | 2    | 2      | 4      | 8      |
| 3    | Vereinigte Staaten | 1    | 2      | 1      | 4      |
| 4    | Jugoslawien        | 1    | 0      | 2      | 3      |
| 5    | Puerto Rico        | 1    | 0      | 1      | 2      |
| 5    | Uganda             | 1    | 0      | 1      | 2      |
| 7    | Rumänien           | 0    | 2      | 1      | 3      |
| 8    | Venezuela          | 0    | 2      | 0      | 2      |
| 9    | Bulgarien          | 0    | 1      | 1      | 2      |
| 10   | Kenia              | 0    | 1      | 0      | 1      |
| 10   | DDR                | 0    | 0      | 3      | 3      |
| 12   | Spanien            | 0    | 0      | 1      | 1      |
| 12   | Frankreich         | 0    | 0      | 1      | 1      |
| 12   | Ghana              | 0    | 0      | 1      | 1      |
| 12   | Nigeria            | 0    | 0      | 1      | 1      |
| 12   | Panama             | 0    | 0      | 1      | 1      |
| 12   | Polen              | 0    | 0      | 1      | 1      |
|      | Gesamt             | 11   | 11     | 22     | 44     |